# Шмуклер Валерій Самуїлович
Валерій Самуїлович Шмуклер (26 червня 1946, Красноярськ — 3 листопада 2023)  — український вчений, фахівець в галузі будівництва, реконструкції будівель, теорії конструктивних систем, інформаційних технологій розрахунку та проектування конструкцій, методів їх оптимізації та раціоналізації, розвитку наукової теорії раціоналізації будівельних конструкцій, лауреат Державної премії України в галузі архітектури (1995 р.), доктор технічних наук (1997 р.), дійсний член Академії будівництва України (1999 р.), професор (2001 р.), Відмінник освіти України (2002 р.), заслужений професор Харківського національного університету міського господарства імені О. М. Бекетова (2014 р.), заслужений діяч науки і техніки України (2015 р.), завідувач кафедри будівельних конструкцій Харківського національного університету міського господарства імені О. М. Бекетова, лауреат Державної премії України в галузі науки і техніки (2020 р.), член Міжнародної асоціації з оболонок та інших просторових конструкцій IASS (1980 р.), член міжнародного наукового товариства ACI - international (Американський інститут бетону, США) (1997 р.). Він — сертифікований експерт та інженер-проектувальник, а також експерт Укрінвестекспертизи.

## Біографія
Народився 26 червня 1946 року в Красноярську. 1949 року родина переїхала до міста Харків. Батько, Шмуклер Самуїл Йосипович, інженер-механік, головний механік будівельно-монтажного тресту № 86. Мати, Шкловська Ася Абрамівна, хімік, зав. лабораторією у фармацевтичному інституті. У 1964 році вступив до Харківського інженерно-будівельного інституту на факультет «Промислове та цивільне будівництво», який закінчив у 1969 році, отримавши диплом інженера-будівельника промислових та цивільних об'єктів. Із 1969 до 1986 року в ДПІ «Харківпроєкт» послідовно обіймав посади від інженера до начальника відділу. Із 1986 до 1990 року працював у ДПІ «Укрміськбудпроєкт» (від начальника технічного відділу до заступника головного інженера). У 1977 році захистив дисертацію на здобуття наукового ступеня кандидата технічних наук, тема: «Дослідження роботи пологих залізобетонних оболонок». У 1997 році — докторську дисертацію, тема: «Просторові залізобетонні каркасні системи багатокритеріальної відповідності». Із 1990 року працює у Харківському національному університеті міського господарства імені О. М. Бекетова: професор кафедри будівельних конструкцій, з 2012 року — завідувач кафедри.
У ДПІ «Харківпроєкт» створив один із перших в Україні обчислювальних центрів із розрахунку та автоматизованого проєктування об'єктів житлово-цивільного будівництва. Під його керівництвом та за безпосередньою участю було створено низку програмних комплексів САПР об'єктів будівництва. У період роботи у ДПІ «Харківпроєкт» став співавтором серії КХС (Комплексна Харківська Серія) для будівництва шістнадцятиповерхових великопанельних житлових будівель та одним з організаторів мережі кущових обчислювальних центрів системи Держбуду УРСР. Під час роботи у ДПІ «Укрміськбудпроєкт» після землетрусу у Вірменії брав активну участь у відновленні об'єктів житлового, соціально-побутового та культурного призначення.

## Наукова діяльність
Наукові інтереси пов'язані з теорією конструктивних систем, інформаційними технологіями розрахунку та проєктування конструкцій, методами їх оптимізації та раціоналізації.
До основних робіт у цій галузі відносяться:
• метод інтегральних градієнтів для пошуку глобального екстремуму функціоналів багатьох змінних;
• метод вирішення багатокритеріальних завдань оптимізації;
• метод перевизначених контурних колокацій для вирішення крайових завдань теорії пластин та оболонок;
• компіляційні методи розв'язання нелінійних завдань теорії конструкцій.
За розробку, дослідження та впровадження нової архітектурно-будівельної системи «РАМПА» для житлово-цивільного будівництва у 1995 році присуджено Державну премію України в галузі архітектури. За розробку «Прогресивні будівельні конструктивні системи та технології їх зведення» у 2020 році присуджено Державну премію України в галузі науки і техніки. Автор гідравлічного методу експериментального дослідження конструкцій. Брав участь у проєктуванні та будівництві унікальних об'єктів, таких як:
• бібліотечний комплекс НТУ «ХПІ» (Харків);
• реконструкція наземного комплексу Управління національної супутникової системи зв'язку в Криму;
• комплекс 28-поверхових житлових будівель у Харкові;
• логістичний центр фірми «Maxus»;
• розважальний комплекс «Місто»;
• експозиційний центр на майдані Конституції у м. Харкові;
• реконструкція нежитлової будівлі під Регіональний центр адміністративних послуг по проспекту Тракторобудівників, 144 у м. Харкові.
Брав участь у реконструкції пам'яток архітектури доби конструктивізму: 52-го відділення зв'язку (Харків); будівлі Держпрому (Харків) та ін. У1999 році обраний дійсним членом Академії будівництва України.
Наукові заслуги відзначені нагородами: за організацію, впровадження та розвиток молодіжного будівництва в Україні — Медаль «40 років руху МЖК» (2011); за видатний внесок у розвиток науки, техніки та інженерної справи України — Срібна медаль Академії будівництва України (2013) та Золота медаль ім. О. М. Підгорного Інженерної академії України (2014). У 2015 році присвоєно почесне звання «Заслужений діяч науки і техніки України». Член Міжнародної асоціації з оболонок та інших просторових конструкцій ІАСС (1980), член Міжнародного наукового товариства ACI-international (Американський інститут бетону, США) (1997).

## Педагогічна діяльність
Із 1990 року викладає у Харківському національному університеті міського господарства імені О. М. Бекетова, обіймаючи посади професора кафедри будівельних конструкцій, а з 2012 року — завідувача кафедри. Читає курс із сучасної теорії будівельних конструкцій.
Член Спеціалізованої вченої ради (Д 64.056.4) при Харківському національному технічному університеті будівництва та архітектури із захисту докторських та кандидатських дисертацій з будівельної спеціальності 05.23.01 «Будівельні конструкції, будівлі та споруди».
Нагороджений дипломом «Відмінник освіти України» (2002).

## Публікації
Автор та співавтор понад 180 наукових праць та 60 винаходів. Його праці опубліковані у відомих наукових виданнях України, Росії, Великої Британії, Італії, Китаю, Японії, США, Іраку. Валерій Самуїлович — член редколегій наукових видань: «Бетон и железобетон в Украине» (Полтава), «Науковий вісник будівництва» (Харків), «Комунальне господарство міст» (Харків).
Він — співавтор семи монографій та навчальних посібників, а також національних нормативних документів:
- Комплекс програм для розрахунку опертих за контуром пологих оболонок з урахуванням фізичної та геометричної нелінійності. — М., 1975;
- Програмна система креслення схем та конструкцій. — М., 1986;
- Інформаційні технології розрахунку та проектування будівельних конструкцій. — Київ; Харків, 2003;
- Каркасні системи полегшеного типу. — Харків, 2008
- Практичний розрахунок елементів залізобетонних конструкцій за ДБН В. 2.6-98:2009 у порівнянні з розрахунками за СНИП 2.03.01-84* і EN 1992-1-1 (Eurocode 2) — Харків, 2015
- Чисельні та експериментальні методи раціонального проектування та зведення конструктивних систем — Київ, 2017; та національних нормативних документів:
- Rational Design of Structural Building Systems: monograph / V. Babayev, I. Ievzerov, S. Evel, A. Lantoukh-Liashchenko, V. Shevetovsky, O. Shimanovskyi, V. Shmukler, M. Sukhonos. — Berlin: DOM publishers, 2020. — 384 p. — (Construction and Engineering Manual);
- ДБН В.2.6-98-2009 «Бетонні та залізобетонні конструкції»;
- проект ДСТУ-Н Б EN 1996-1-Єврокод 6 «Проектування кам'яних конструкцій»;
- ДСТУ Б В.2.6-2010 «Конструкції будинків і споруд. Монолітні, залізобетонні конструкції будинків»; рекомендацій щодо застосування арматурного прокату за ДСТУ 3760-98 при проектуванні та виготовленні залізобетонних конструкцій без попереднього натягу;
- ДСТУ-Н В.2.6-205:2015. Назва з проектування монолітних бетонних і залізобетонних конструкцій будівель та споруд та ін.

Список опублікованих робіт та винаходів професора В. С. Шмуклера див. у розділі «Посилання».

## Визнання
- Лауреат Державної премії України в галузі науки і техніки (2020)
- Лауреат Державної премії України з галузі архітектури (1995)
- Стипендіат Кабінету міністрів України за видатні заслуги у сфері вищої освіти України (2021)
- Відмінник освіти України (2002)
- Заслужений діяч науки і техніки України (2015)
- Заслужений професор ХНУМГ ім. О. М. Бекетова (2014)
- Почесна відзнака — Медаль «40 років руху МЖК» (2011)
- Срібна медаль Академії будівництва України (2013)
- Золота медаль ім. А. М. Підгорного Інженерної академії України «За значний внесок у розвиток науки, техніки та інженерної справи»(2014)